# 马塞利诺·贝尔纳尔
马塞利诺·贝尔纳尔（西班牙語：Marcelino Bernal，1962年5月27日—），墨西哥男子足球运动员，司职中场。他曾代表墨西哥国家队参加1994年和1998年国际足联世界杯，两届比赛均止步十六强赛。